# Main Course
Main Course es el decimotercer álbum de los Bee Gees, lanzado en 1975, y su último álbum lanzado por Atlantic Records en los Estados Unidos bajo el acuerdo con Robert Stigwood. Este álbum significó un cambio para los Bee Gees ya que fue su primer disco en incluir éxitos de música disco.
Trabajando con el productor de Atlantic Arif Mardin, quien había además producido el álbum anterior, Mr. Natural, y el ingeniero Karl Richardson en Criteria Studios en Miami, su música se volvió mucho más influenciada por el R & B. Main Course además marca el debut del falsetto de Barry Gibb. La famosa portada del álbum fue diseñada por la artista estadounidense Drew Struzan.
El sonido se volvió más tecnológico con el uso de sintetizadores y bajo de dos líneas (Bajo Sintetizador por Blue Weaver y Bajo de Maurice Gibb) en muchas de las canciones, que surgió luego de que Weaver agregara un bajo de sintetizador en el demo original de «Jive Talkin'». Weaver después comentó que «Nada nuevo ha sido inventado para hacer tan tremenda diferencia al sonido como el sintetizador, comparado con una orquesta.»
El álbum llegó al puesto #14 en el Billboard album chart de los Estados Unidos. Tres sencillos del álbum llegaron al Billboard Hot 100: «Fanny (Be Tender with My Love)» en el #12 lugar, «Nights on Broadway» como #7, y «Jive Talkin'» como #1, y una versión en vivo de un cuarto tema, «Edge of the Univers»e, llegó a la posición #26.

## Lista de canciones
1. Nights on Broadway – 4:32
2. Jive Talkin' – 3:43
3. Wind of Change – 4:54 (Barry Gibb/Robin Gibb)
4. Songbird – 3:35
5. Fanny (Be Tender With My Love) – 4:02
6. All This Making Love – 3:03 (B. Gibb/R. Gibb)
7. Country Lanes – 3:29 (B. Gibb/R. Gibb)
8. Come on Over – 3:26 (B. Gibb/R. Gibb)
9. Edge of the Universe – 5:21 (B. Gibb/R. Gibb)
10. Baby as You Turn Away – 4:23

Todas las composiciones por Barry Gibb, Robin Gibb y Maurice Gibb exceptuando las indicadas.